# Jadunia racemiflora
Jadunia racemiflora är en akantusväxtart som beskrevs av Cornelis Eliza Bertus Bremekamp. Jadunia racemiflora ingår i släktet Jadunia och familjen akantusväxter. Inga underarter finns listade i Catalogue of Life.